# Opération Hardtack II
L'opération Hardtack II est le nom donné à une série de 37 essais atomiques complétés au site d'essais du Nevada par les États-Unis d'avril à octobre 1958. Elle suit l'opération Argus et précède l'opération Nougat.
À cette époque, les États-Unis et l'URSS sont engagés dans des pourparlers qui mèneront à un moratoire sur les essais nucléaires. Les laboratoires d'armes nucléaires sont sous pression de compléter de nouvelles conceptions. À la fin de l'opération Hardtack II, les États-Unis annoncent unilatéralement l'arrêt des essais nucléaires américains. L'Union soviétique suit. En septembre 1961, l'Union soviétique reprend ses essais nucléaires et les États-Unis répliquent avec l'opération Nougat.

## Essais
Tous les essais ont lieu sur le site d'essais du Nevada.
| Nom        | Date              | Lieu     | Puissance explosive | Remarques                                                       |
| ---------- | ----------------- | -------- | ------------------- | --------------------------------------------------------------- |
| Otero      | 12 septembre 1958 | Area 3q  | 0,038 kt            | Échec                                                           |
| Bernalillo | 17 septembre 1958 | Area 3h  | 0,015 kt            |                                                                 |
| Eddy       | 19 septembre 1958 | Area 7b  | 0,083 kt            | Tir sous ballon                                                 |
| Luna       | 21 septembre 1958 | Area 3m  | 0,001 5 kt          |                                                                 |
| Mercury    | 23 septembre 1958 | Area 12f | Faible              |                                                                 |
| Valencia   | 26 septembre 1958 | Area 3r  | 0,002               |                                                                 |
| Mars       | 28 septembre 1958 | Area 12f | 0,013 kt            |                                                                 |
| Mora       | 29 septembre 1958 | Area 7b  | 2 kt                | Tir sous ballon, long feu                                       |
| Hidalgo    | 5 octobre 1958    | Area 7b  | 0,077 kt            | Tir sous ballon, échec                                          |
| Colfax     | 5 octobre 1958    | Area 3k  | 0,005 5 kt          | Échec                                                           |
| Tamalpais  | 8 octobre 1958    | Area 12b | 0,072 kt            |                                                                 |
| Quay       | 10 octobre 1958   | Area 7c  | 0,079 kt            | Tir d'une tour                                                  |
| Lea        | 13 octobre 1958   | Area 7b  | 1,4 kt              | Tir sous ballon, long feu                                       |
| Neptune    | 14 octobre 1958   | Area 12c | 0,115 kt            | Échec                                                           |
| Hamilton   | 15 octobre 1958   | Area 5   | 0,001 2 kt          | Tir sous ballon, long feu                                       |
| Logan      | 16 octobre 1958   | Area 12e | 5 kt                |                                                                 |
| Dona Ana   | 16 octobre 1958   | Area 7b  | 0,037 kt            |                                                                 |
| Vesta      | 17 octobre 1958   | Area 9e  | 0,024 kt            | Tir en surface, échec                                           |
| Rio Arriba | 18 octobre 1958   | Area 3s  | 0,090 kt            | Tir d'une tour                                                  |
| San Juan   | 20 octobre 1958   | Area 3p  | Zéro                |                                                                 |
| Socorro    | 22 octobre 1958   | Area 3b  | 6 kt                | Tir sous ballon                                                 |
| Wrangell   | 22 octobre 1958   | Area 5   | 0,115 kt            | Tir sous ballon, long feu                                       |
| Oberon     | 22 octobre 1958   | Area 8a  | Zéro                |                                                                 |
| Rushmore   | 22 octobre 1958   | Area 9a  | 0,188 kt            | Tir sous ballon, long feu                                       |
| Catron     | 24 octobre 1958   | Area 3T  | 0,021 kt            | Échec                                                           |
| Juno       | 24 octobre 1958   | Area 9f  | 0,001 7 kt          | Tir en surface                                                  |
| Ceres      | 26 octobre 1958   | Area 3b  | 0,000 7 kt          | Tir d'une tour                                                  |
| Sanford    | 26 octobre 1958   | Area 5   | 4,9 kt              | Tir sous ballon                                                 |
| De Baca    | 26 octobre 1958   | Area 7b  | 2,2 kt              | Tir sous ballon                                                 |
| Chavez     | 27 octobre 1958   | Area 3u  | 0,000 6 kt          | Tir d'une tour, échec                                           |
| Evans      | 29 octobre 1958   | Area 12b | 0,055 kt            | long feu                                                        |
| Mazama     | 29 octobre 1958   | Area 9   | Zéro                | long feu                                                        |
| Humboldt   | 29 octobre 1958   | Area 3v  | 0,007 8 kt          | Tir d'une tour                                                  |
| Santa Fe   | 30 octobre 1958   | Area 7b  | 1,3 kt              | Tir sous ballon                                                 |
| Ganymede   | 30 octobre 1958   | Area 9g  | Zéro                | Tir en surface                                                  |
| Blanca     | 30 octobre 1958   | Area 12e | 22 kt               | Plus grande puissance explosive lors de l'opération Hardtack II |
| Titania    | 30 octobre 1958   | Area 3c  | 0,000 2 kt          | Tir d'une tour                                                  |